# Komlódtótfalu, Szabolcs-Szatmár-Bereg
Komlódtótfalu  este un sat în districtul Csenger, județul Szabolcs-Szatmár-Bereg, Ungaria, având o populație de 115 locuitori (2011). 

## Demografie
Componența etnică a satului Komlódtótfalu
     Maghiari (83,2%)
     Romi (12%)
     Români (4,8%)
Componența confesională a satului Komlódtótfalu
     Reformați (54,78%)
     Romano-catolici (21,74%)
     Necunoscută (23,48%)
Conform recensământului din 2011, satul Komlódtótfalu avea 115 locuitori. Din punct de vedere etnic, majoritatea locuitorilor (83,2%) erau maghiari, existând și minorități de romi (12,0%) și români (4,8%).  Din punct de vedere confesional, majoritatea locuitorilor (54,78%) erau reformați, cu o minoritate de romano-catolici (21,74%). Pentru 23,48% din locuitori nu este cunoscută apartenența confesională.